# Carl Madsen (politiker)
 Der er flere personer med dette navn, se Carl Madsen (flertydig).
Carl Kristian Madsen (29. august 1873 i Klim – 12. januar 1936) var en dansk gårdejer og politiker.
Han var søn af gårdejer Peder Madsen (død 1917) og Mariane født Kristensen (død 1886). Madsen overtog sin fødegård 1903 og sad 1914-18 i Landstinget for Venstre og fra 1916 i Thisted Amtsråd. Han var formand for Aalborg Amts Andelssvineslagteri fra 1918, næstformand i bestyrelsen for Samvirkende danske Andelsslagterier, medlem af skoledirektionen og af direktionen for Thisted Amts Landbygningers Brandforsikring, medlem af og formand for Mæglingsrådet for kommunal lægehjælp 1915-27, medlem af repræsentantskabet for Thisted-Fjerritslev Jernbane og for Kreditforeningen af Kommuner i Danmark samt af bestyrelsen for Amtsrådsforeningen.
Han blev gift 27. november 1903 med Kirstine Jacobsen (22. juni 1877 i Klim – ?), datter af gårdejer Peder Jacobsen (død 1922) og Nikoline født Andersen (død 1922).